# Lista de municípios de Minas Gerais por PIB
Esta lista reúne os 40 municípios mineiros com o maior Produto Interno Bruto (PIB) em 2020 segundo dados do IBGE.

## 40 maiores municípios de Minas Gerais por PIB
| Posição | Município                | Produto Interno Bruto Nominal (2020) | PIB Per Capita (2020) |
| ------- | ------------------------ | ------------------------------------ | --------------------- |
| 1º      | Belo Horizonte           | R$ 97.509.893,34                     | R$ 38.670,40          |
| 2º      | Uberlândia               | R$ 37.631.536,84                     | R$ 53.828,78          |
| 3º      | Contagem                 | R$ 29.558.093,79                     | R$ 44.185,87          |
| 4º      | Betim                    | R$ 26.185.005,42                     | R$ 58.871,28          |
| 5º      | Uberaba                  | R$ 17.190.844,76                     | R$ 50.997,49          |
| 6º      | Juiz de Fora             | R$ 16.868.839,89                     | R$ 29.424,88          |
| 9º      | Ipatinga                 | R$ 11.147.694,00                     | R$ 42.001,94          |
| 15º     | Itabira                  | R$ 6.790.476,63                      | R$ 56.164,20          |
| 11º     | Sete Lagoas              | R$ 9.250.195,08                      | R$ 38.250,03          |
| 10º     | Montes Claros            | R$ 9.686.454,28                      | R$ 23.426,26          |
| 7º      | Nova Lima                | R$ 12.211.281,71                     | R$ 126.993,16         |
| 13º     | Poços de Caldas          | R$ 7.993.118,37                      | R$ 36.263,93          |
| 18º     | Varginha                 | R$ 6.255.980,72                      | R$ 45.797,14          |
| 37º     | Mariana                  | R$ 3.266.047,66                      | R$ 53.290,17          |
| 14º     | Divinópolis              | R$ 7.051.417,35                      | R$ 29.331,04          |
| 16º     | Governador Valadares     | R$ 6.725.398,01                      | R$ 23.929,88          |
| 12º     | Pouso Alegre             | R$ 8.140.164,45                      | R$ 53.360,98          |
| 19º     | Araxá                    | R$ 6.094.234,12                      | R$ 56.776,64          |
| 27º     | Ouro Preto               | R$ 3.751.175,96                      | R$ 50.312,19          |
| 20º     | Araguari                 | R$ 5.927.562,15                      | R$ 50.308,19          |
| 23º     | Ouro Branco              | R$ 4.576.805,29                      | R$ 114.801,85         |
| 29º     | Timóteo                  | R$ 3.640.419,22                      | R$ 40.195,42          |
| 24º     | Santa Luzia              | R$ 4.520.293,82                      | R$ 20.505,41          |
| 30º     | Ituiutaba                | R$ 3.587.216,51                      | R$ 34.081,2           |
| 22º     | Patos de Minas           | R$ 5.400.256,10                      | R$ 35.161,35          |
| 8º      | Extrema                  | R$ 11.496.520,91                     | R$ 311.128,82         |
| 25º     | Ribeirão das Neves       | R$ 4.430.121,63                      | R$ 13.099,23          |
| 17º     | Itabirito                | R$ 6.653.271,97                      | R$ 126.859,47         |
| 36º     | Itajubá                  | R$ 3.290.802,69                      | R$ 33.809,39          |
| 21º     | Paracatu                 | R$ 5.560.256,34                      | R$ 59.238,63          |
| 26º     | Conceição do Mato Dentro | R$ 4.189.049,62                      | R$ 239.333,24         |
| 28º     | Itaúna                   | R$ 3.707.354,39                      | R$ 39.504,24          |
| 31º     | Pará de Minas            | R$ 3.384.015,71                      | R$ 35.693,36          |
| 32º     | João Monlevade           | R$ 3.335.338,40                      | R$ 41.476,05          |
| 33º     | Unaí                     | R$ 3.323.472,16                      | R$ 39.131,9           |
| 34º     | Ubá                      | R$ 3.299.470,82                      | R$ 28.249,62          |
| 35º     | Patrocínio               | R$ 3.290.863,80                      | R$ 35.985,78          |
| 38º     | Barbacena                | R$ 3.175.493,76                      | R$ 22.976,86          |
| 39º     | Sabará                   | R$ 3.153.825,83                      | R$ 22.999,64          |
| 40º     | Congonhas                | R$ 2.989.103,48                      | R$ 54.043,71          |